# The Confession
Pour les articles homonymes, voir The Confession (homonymie).
The Confession est un groupe américain de heavy metal, originaire de Dana Point, dans le Comté d'Orange, en Californie. Formé en 2005, ils effectuent des tournées avec des groupes comme Avenged Sevenfold, Bullet for My Valentine et Megadeth. Le groupe annonce sa rupture en janvier 2008, à l'issue d'une tournée avec Avenged Sevenfold. 

## Historique
The Confession est formé à Dana Point, dans le Comté d'Orange, en Californie, alors que les membres ne sont encore que des lycéens.Avenged Sevenfold repère le jeune groupe et lui propose de jouer en ouverture de leur tournée nationale. Cet événement mène The Confession à signer au label Record Collection label, une empreinte de Warner Bros. Records. Le groupe y publie un EP, éponyme, de cinq titres le 11 octobre 2005. 
Après avoir participé à la tournée Rockstar Taste of Chaos en 2006 avec Avenged Sevenfold, le groupe publie son premier et unique album studio, Requiem, produit par M. Shadows, le 19 juin 2007,,,. Le morceau Through These Eyes figure dans le jeu de course Burnout Dominator d'EA sorti au moment de l'album n'avait pas encore de nom, c'est pourquoi seuls le nom de la chanson et du groupe sont présents sur la liste des titres. Toujours en 2007, The Confession est cité dans la liste des « 100 groupe à connaitre en 2007 » établie par Alternative Press. Cette même année, ils sont annoncés en soutien à Avenged Sevenfold du 29 octobre au 25 novembre. Du 16 septembre au 14 octobre 2007, le groupe joue en tournée avec Megadeth.
Le groupe annonce sa rupture le 15 janvier 2008, à l'issue d'une tournée avec Avenged Sevenfold. Les rumeurs se propagent rapidement sur les raisons de cette scission : la négligence du contrat, des membres qui voulaient partir, voir tout le groupe qui en avait assez. Depuis Matt Pauling produit différents groupes de Californie et des rumeurs véhiculées via MySpace avaient pressenti Taylor comme étant le nouveau chanteur de Escape the Fate, mais celles-ci seront réfutées plus tard.

## Membres
- Holland Taylor Armstrong - chant (2005-2008)
- Kevin Fyfe - guitare (2005-2008)
- Justin Norman - guitare (2006-2008)
- Matt Pauling - guitare (2005-2006), basse (2006-2008)
- Jeff Veta - batterie (2005-2008)
- Jake « Snake » Ortiz - basse (2005-2006)

## Discographie
- 2005 : The Confession (EP ; Record Collection)
- 2007 : [Requiem (Science Records)